# Józef Jakubowski

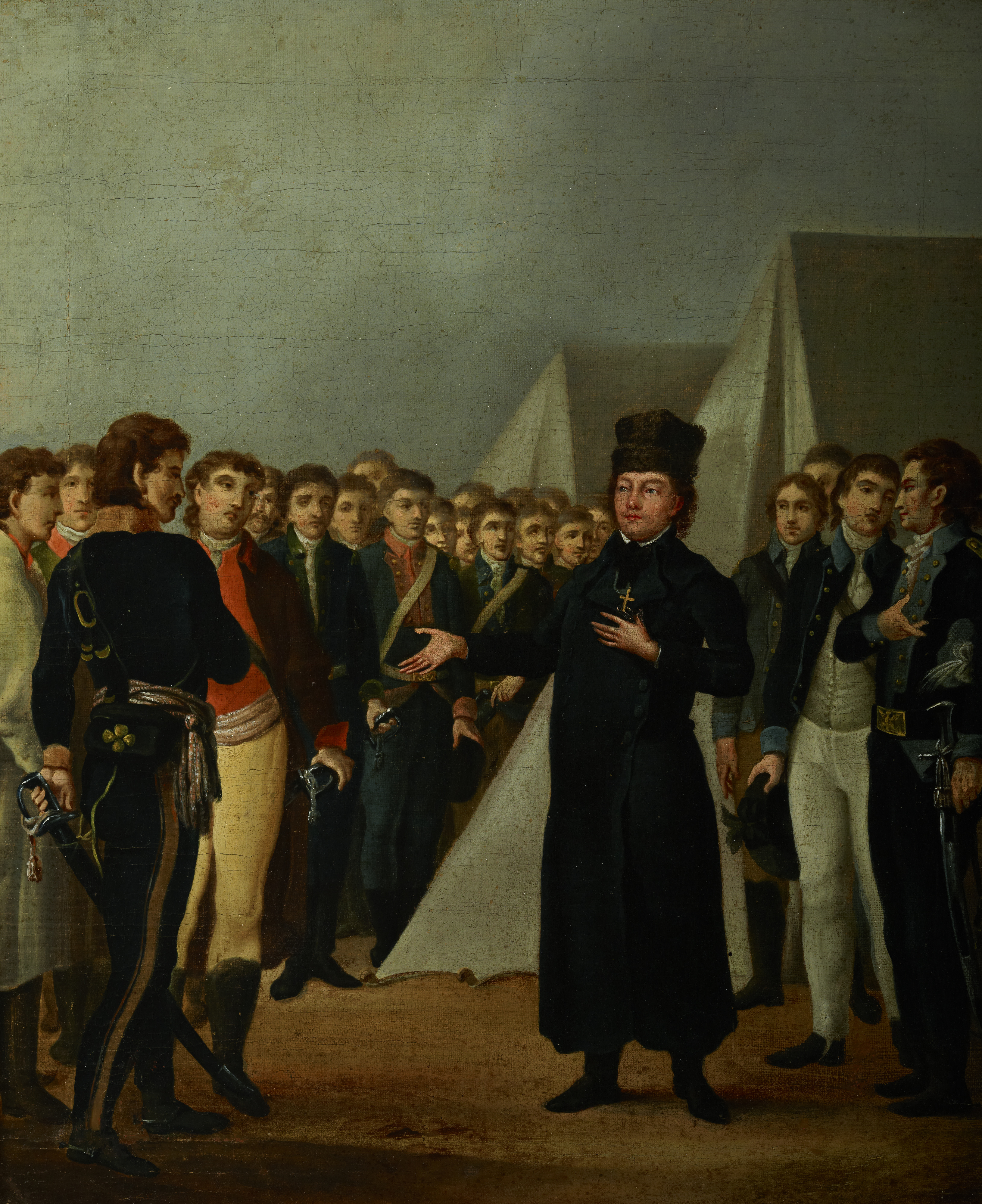
Michał Stachowicz, Ksiądz Józef Jakubowski w obozie Kościuszki pod Warszawą w 1794 r.

Józef Jakubowski (ur. 30 listopada 1743 w Maniewie, zm. 19 września 1814 w Warszawie) – polski tłumacz, wojskowy, duchowny.

## Życiorys
Urodził się najprawdopodobniej w Maniewie (w Krakowskiem), jako syn Kazimierza, a brat Wincentego. Pierwsze nauki pobierał w kolegium pijarskim w Rzeszowie. Następnie rozpoczął służbę w warszawskim Korpusie Artylerii Konnej. W roku 1764 otrzymał pierwszy awans na stopień fajerwerka, a 3 lata później (1767) na stopień porucznika cejgwarta artylerii. Jego pierwszym przydziałem służbowym jako oficera był Kamieniec Podolski (ostatecznie jednak pozostał w Warszawie). W roku 1771 awansował na stopień porucznika obercejgwarta artylerii, 2 lata później (1773) dosłużył kolejnego awansu - na kapitana obercejgwarta. W okresie od lipca roku 1774 do wiosny 1776 był subsydiowany przez Komisję Skarbu i A. K. Czartoryskiego, dzięki czemu mógł podjąć studia we francuskiej szkole artylerii w Metzu. W roku 1775 otrzymał stanowisko dowódcy kompanii artylerii w Kamieńcu Podolskim.
Jako członek Towarzystwa Królewskiego Przyjaciół Nauk, przystąpił do Konfederacji Generalnej Królestwa Polskiego w 1812 roku.

## Twórczość

### Ważniejsze dzieła
1. Nauka artylerii zebrana z najróżniejszych autorów, napisana dla pożytku Korpusu Artylerii Narodowej z rozkazu i nakładem Jego Królewskiej Mci... do druku podana, t. 1-3, Warszawa 1781-1783, (na wstępie: list do Stanisława Augusta; dzieło oparte na pracach: Le Blonda, É. Bézouta oraz rękopisie P. Tłubickiego; dołączono słowniczki użytej terminologii polskiej).

### Przekłady
1. J. B. Bernard: Krótki zbiór historii greckiej od czasów bohatyrskich aż do podbicia Grecji w prowincję rzymską... Dzieło z francuskiego na polski język przełożone, t. 1-2, Warszawa 1775, (z listem do A. K. Czartoryskiego)
2. É. Bézout: Nauka matematyki do użycia artylerii francuskiej napisana... a dla pożytku pospolitego, osobliwiej dla Korpusu Artylerii Narodowej, na polski język przełożona z rozkazu i nakładem Jego Królewskiej Mci... do druku podana, t. 1-4, Warszawa 1781-1783; przedmowę przedr. Z. Florczak, L. Pszczołowska w: Ludzie Oświecenia o języku i stylu, t. 2, Warszawa 1958, (z listem do Stanisława Augusta; w każdym tomie słowniczek użytej terminologii polskiej)
3. Ch. J. Colbert: Nauki powszechne w sposób katechizmowy, w którym tłumaczą się krótko z Pisma i z historii, i tradycji fundamenta religii, obyczajność chrześcijańska, sakramenta, modlitwy, ceremonie i zwyczaje Kościoła, cz. 1-4, Warszawa 1790-1791
4. J. B. Hédouin: Zasady wymowy świętej, objaśnione przykładami wyczerpnionymi osobliwie z Pisma Św., z Ojców Św. i z innych najsławniejszych krasomówców chrześcijańskich... na polski język przetłumaczone i do druku podane na rozkaz... Ignacego Raczyńskiego, arcybiskupa gnieźnieńskiego, Warszawa 1809; wyd. 2 Warszawa 1819
5. L. Cotte: Lekcje elementarne fizyki, hydrostatyki, astronomii i meteorologii z traktatem o sferze, przez pytania i odpowiedzi..., Warszawa 1809
6. N. Jamin: Myśli ściągające się do błędów tegoczesnych... z francuskiego na polskie podług drugiej edycji turyńskiej przełożone i na rozkaz... Raczyńskiego, arcybiskupa gnieźnieńskiego, do druku podane, Warszawa 1811
7. Wyjątki z dzienników paryskich ściągające się do przywrócenia religii, mianowicie katolickiej w mocarstwie francuskim przez... Napoleona, cesarza Francuzów... z przydaniem niektórych innych uczonych, ciekawych i interesowanych artykułów z tychże dzienników wybranych... na ojczysty język przetłumaczone i na rozkaz... Raczyńskiego, arcybiksupa gnieźnieńskiego, do druku podane, t. 1-2, Warszawa 1811-1813, (t. 1 opatrzono w części egzemplarzy dodrukowaną w roku 1813 kartą tytułową).

### Prace edytorskie
1. (I. Raczyński): Sześcioletnia korespondencja władz duchownych z rządem świeckim Księstwa Warszawskiego... (zebrał i opracował...), Warszawa 1816.

### Listy i materiały
1. "Ważniejsze listy... z lat 1775-1804 do A. K. Czartoryskiego, Stanisława Augusta, G. Zachariasiewicza, F. Bruneta, Misjonarzy prowincji polskiej, Sióstr Miłosierdzia, Kamery pruskiej", z druków (zobacz: Ważniejsze dzieła i Przekłady poz. 1-2) oraz rękopisów Archiwum Archidiecezji Warszawskiej, Archiwum Domu Macierzystego Misjonarzy w Paryżu, Archiwów Misjonarzy w Krakowie i Warszawie, Archiwum S. S. Miłosierdzia w Warszawie; wyd. A. Schletz w: J. Jakubowski, żołnierz i kapłan (1743-1814), Kraków 1945, (załącznik)
2. "Ważniejsze dokumenty odnoszące się do ks. Jakubowskiego, z lat 1781-1807"; wyd. A. Schletz w: J. Jakubowski, żołnierz i kapłan (1743-1814), Kraków 1945, (załącznik).

## Opracowania monograficzne
- A. Schletz: J. Jakubowski, żołnierz i kapłan (1743-1814), Kraków 1945, (ze szczegółową bibliografią).

Literatura uzupełniająca
- (Nekrologi): "Gazeta Lwowska" 1814 nr 82; "Kurier Litewski" 1814 nr 84
- K. W. Wójcicki: Życiorysy znakomitych ludzi t. 1, Warszawa 1850; przekł. francuski art. o Jakubowskim w: M. Kamocki, G. Perboyre: La Congrégation de la Mission en Pologne, "Mémoires de la Congrégation de la Mission" t. 1, Paryż 1863/1864
- K. W. Wójcicki: "Encyklopedia powszechna" Orgelbranda, t. 12 (1863)
- J. Bartoszewicz: Opis Szpitala Dzieciątka Jezus w Warszawie w: Rys historyczno-statystyczny szpitali i innych zakładów dobroczynnych w Królestwie Polskim t. 1, Warszawa 1872
- E. Rosset: Notices bibliographiques sur les écrivains de la Congrégation de la Mission, Angoulême 1878
- S. Dickstein: "Encyklopedia wychowania" t. 5 (1893)
- A. Kraushar: Towarzystwo Warszawskie Przyjaciół Nauk t. 1, Kraków 1900
- S. D.: "Wielka encyklopedia powszechna ilustrowana" t. 31/32 (1902/1903)
- X. J. Niedzielski: "Podręczna encyklopedia kościelna" t. 17/18 (1909)
- "Księga pamiątkowa trzechsetlecia Zgromadzenia Księży Misjonarzy (1625-1925)": Kraków 1925
- A. Skałkowski: Rozkazy Kościuszki do gen. Orłowskiego w r. 1794 skierowane, Poznań 1925
- "Encyklopedia wojskowa" t. 3 (1933)
- J. Giergielewicz: Zarys historii korpusów inżynierów w epoce Stanisława Augusta, Warszawa 1933
- W. Kwiatkowski: Sprawa pruskiej reorganizacji seminariów duchownych w Warszawie (1798-1802), Warszawa 1936
- A. Knot: Dzieje szkolnictwa wojskowego w Polsce, Lwów 1938
- J. Giergielewicz: Wybitni polscy inżynierowie wojskowi, Warszawa 1939
- Monumenta Hofbaueriana. Ed. L. Szołdrski: t. 13, Kraków 1939; t. 15, Rzym 1951
- A. Schletz: Działalność naukowo-oświatowa ks. J. Jakubowskiego, Lwów 1939
- A. Schletz: Współpraca Misjonarzy z Komisją Edukacji Narodowej, Kraków 1946
- A. Schletz: L'Activité culturelle des Prêtres de la Mission en Pologne (1651-1864), Paryż 1954
- A. Zahorski: Uzbrojenie i przemysł zbrojeniowy w powstaniu kościuszkowskim, Warszawa 1957
- S. Skrzyński: Produkcja dział w Warszawie w l. 1778-1789, "Studia do Dziejów Rzemiosła i Przemysłu" t. 1 (1960)
- A. Schletz, S. Skrzyński: "Polski słownik biograficzny" t. 10 (1963).